# Dom Burmistrza w Olsztynie
Dom Burmistrza (potocznie burmistrzówka, niem. Bürgermeisterhaus) – najstarszy murowany budynek mieszkalny w Olsztynie, usytuowany na Rynku Starego Miasta pod numerem 11, naprzeciw Starego Ratusza. Tradycyjnie uważany za najważniejszą kamienicę Rynku oraz mieszkanie dawnych burmistrzów Olsztyna. Budowla pochodzi prawdopodobnie z ok. 1500 roku.

## Opis

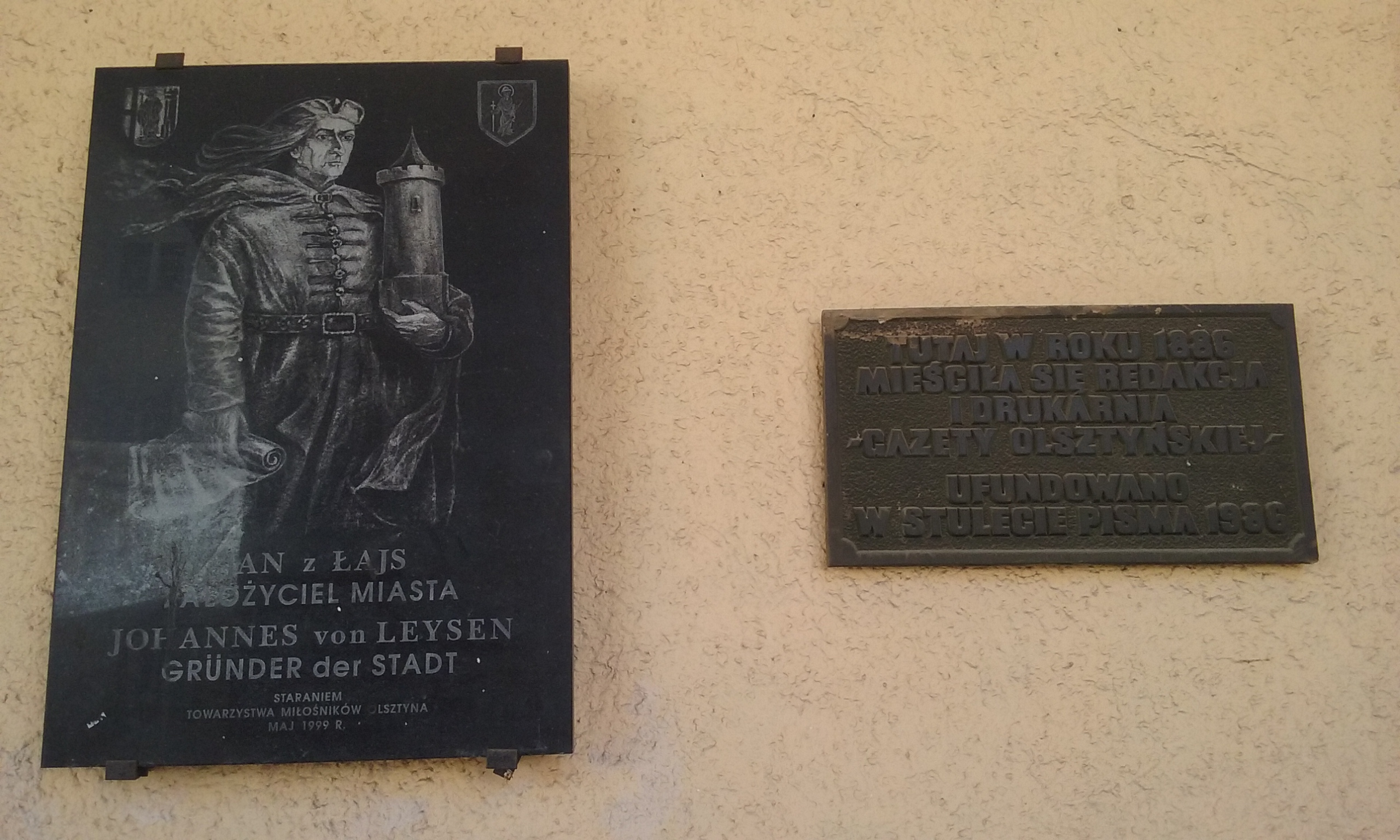
Tablice w podcieniach Domu Burmistrza

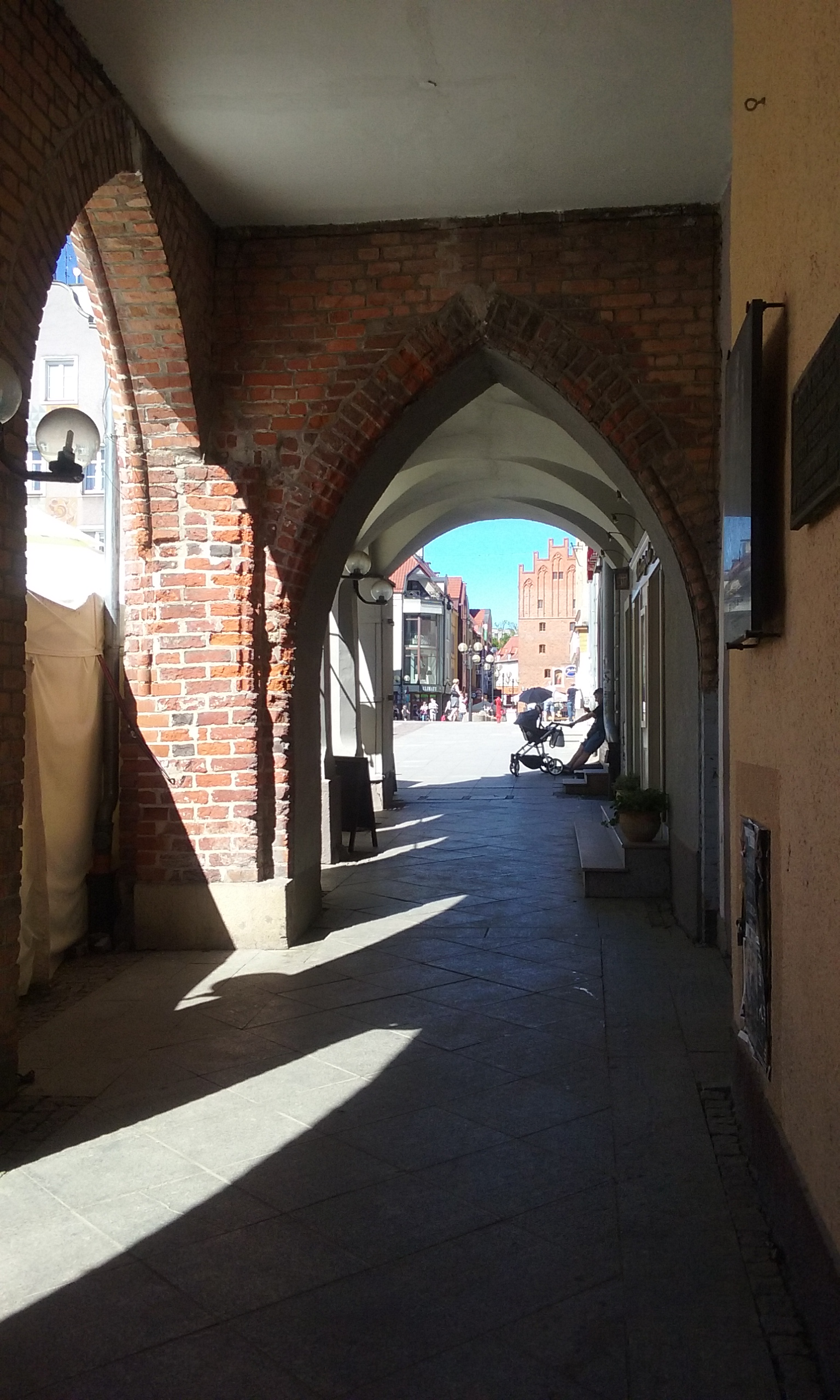
Podcienie Domu Burmistrza, na wprost jedyny zachowany oryginalny ostrołuk

Dom Burmistrza stoi po wschodniej stronie Rynku, w ciągu arkadowych kamienic. Jest jedyną kamienicą na olsztyńskim Starym Mieście z gotyckimi ostrymi łukami arkad, w odróżnieniu od pozostałych kamienic zbudowanych w stylu barokowym lub późniejszym. Przestrzenie wypełniają kamienne płaskorzeźba autorstwa Ryszarda Wachowskiego. Częściowo zrekonstruowane arkady pozostają nieotynkowane, dzięki czemu widoczne są fragmenty oryginalnych gotyckich murów z laskami węgarkowymi.
W latach 1886–1893 w kamienicy miała swoją pierwszą siedzibę wydawana po polsku Gazeta Olsztyńska, co upamiętnia tablica pamiątkowa umieszczona w podcieniach w 1986.
W roku 2003 zawieszono również tablicę upamiętniającą Jana z Łajs, zasadźcę i pierwszego sołtysa Olsztyna. Na tablicy znalazł się jednak błąd. „Założycielem miasta” nie był bowiem Jan z Łajs, lecz kapituła warmińska.

## Historia

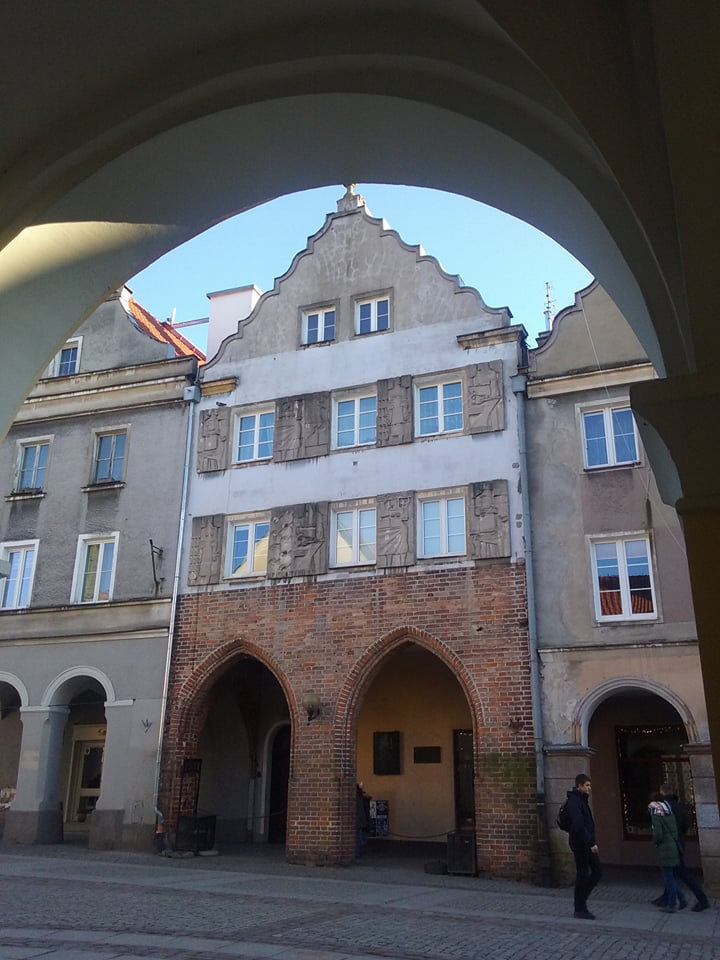
Widok na kamienicę od strony Starego Ratusza

Najstarsza wzmianka o „kamiennym domu przy rynku” pochodzi z roku 1507. Określenie „kamienny” (niem. Stein-) oznaczało na terenie Prus również budowle murowane z cegły (niem. Backstein). Wzmianka świadczy o wyjątkowości budynku, zapewne pozostałe domy przy Rynku były wówczas drewniane, co najwyżej z murowanym podpiwniczeniem. W związku z tym uważa się, że jest to najstarszy zachowany murowany budynek mieszkalny w dawnych Prusach Wschodnich.
Według badań Andrzeja Rzempołucha, olsztyńskiego historyka sztuki, powstanie Domu Burmistrza można wiązać z usamorządowieniem się Olsztyna w 1500 roku, gdy rada miasta wykupiła dziedziczny urząd sołtysa i uzyskała prawa do samodzielnego wyboru burmistrza (po raz pierwszy 22 lutego 1500). Krótko po roku 1500 miasto wybudowało najstarszą gotycką część Starego Ratusza. Zapewne na ten czas należy datować powstanie reprezentacyjnej murowanej kamienicy przy Rynku.
Według przedwojennej tradycji Dom Burmistrza stał na miejscu parceli należącej pierwotnie do Jana z Łajs. Rzeczywiście w dokumencie lokacyjnym Olsztyna z 1353 roku Jan otrzymał „jedną całą parcelę do zamieszkania” wolną od czynszu wraz z przyległą półparcelą oraz dodatkowo półparcelę na gospodę. Jako zasadźca wytyczył ją sobie zapewne w najkorzystniejszym miejscu przy Rynku. Nie ma jednak dowodów, że była to właśnie parcela pod numerem 11, ani że znajdowała się przy wschodniej pierzei. Sama kamienica zapewne też nie pochodzi z XIV wieku. Od czasów Jana z Łajs (1353 r.) do pierwszej wzmianki o kamienicy (1507 r.) minęło ponad 150 lat, w trakcie których Olsztyn był kilkukrotnie niszczony w wyniku polsko-krzyżackich wojen (1414, 1454-66, 1478) oraz przez pożary (1459, 1463). Nie ma również przesłanek sądzić, że wybierani przez radę burmistrzowie przejęli w 1500 roku majątek dziedzicznych sołtysów lub spadkobierców Jana z Łajs.
W roku 1624 burgrabia Eustachy Bronisz toczył spór z władzami miasta, którym zarzucił rozbudowę Ratusza kosztem części Rynku, przy której stał jego dom. Kamienica Bronisza stała przy wschodniej stronie. Kilka lat później Eustachy Bronisz sam został burmistrzem Olsztyna. Być może wówczas kamienicę zaczęto nazywać Domem Burmistrza.
Obecnie dom pełni tylko funkcję mieszkalną.

## Obecna forma
W roku 1933 przeprowadzono inwentaryzację pomiarową budynku (dr Carl Wünsch) w związku z bardzo złym stanem i planowaną rekonstrukcją budynku. W roku 1939 przeprowadzono również badania odkrywkowe z zachowaną dokumentacją fotograficzną. Okazało się, że na całym obwodzie budowli zachowały się do tamtego okresu  gotyckie mury, wraz z oboma szczytami, a średniowieczna ceglana zabudowa sięga głęboko aż po stajnię (obecnie podwórko przy ul. Piastowskiej). 
Około roku 1940 budynek niemal w całości rozebrano w celu odbudowy i rekonstrukcji, pozostawiony tylko północną ścianę nośną z gotyckim ostrołukiem. Jednak wybuch wojny przeszkodził w odbudowie. W roku 1943 podczas prac ziemnych na posesji kamienicy wykopano średniowieczny szyszak (datowany wówczas na XIV wiek). 
W latach 50. budynek został zrekonstruowany z zachowaniem gotyckich ostrołuków i barokowego charakteru szczytu, lecz z dobudowanym dodatkowym piętrem. Przestrzenie między oknami wypełniono kamiennymi płaskorzeźbami, których autorem był olsztyński rzeźbiarz Ryszard Wachowski. 
Dobudowanie kondygnacji i podwyższenie szczytów najstarszych kamienic ze wschodniej pierzei Rynku miało na celu dostosowanie ich wysokości do reszty kamienic i odejście od „małomiasteczkowego” charakteru Olsztyna. Wskazywano też na potrzebę zwiększenia powierzchni mieszkalnej. Dobudowa pięter miała też charakter ideologiczny. Chodziło o zasłonięcie dominującego nad Starym Miastem kościoła św. Jakuba.